# 扎西多杰
扎西多杰（1963年10月—），青海玉树人，藏族，无党派人士，玉树藏族自治州民族歌舞团团长，第十三届全国人民代表大会青海地区代表。

## 生平
扎西多杰生于青海省玉树市，父亲是粮油工人，母亲是农民，他是家里十个孩子里的老大。少时，他家庭贫困，父母曾把他寄养在他的表姑家。据他回忆，八九岁时他父母欠下了八百元人民币的债。他跟队演出跳锅庄，帮助还清了家里的债务。1978年，他加入玉树州文工团，学习小提琴。之后他还学过舞蹈、策划、交响乐。他后来被提拔为玉树州文工团团长。
2018年2月24日，当选为第十三届全国人大代表。